# Idriss Mhirsi
Idriss Mhirsi (Tunisi, 21 febbraio 1994) è un calciatore tunisino, attaccante svincolato.

## Carriera

### Club
Nella stagione 2010-2011 ha debuttato nel campionato tunisino con l'Espérance.

### Nazionale
Dopo svariate presenze con le nazionali giovanili, ha esordito con la nazionale tunisina nel 2013.

## Palmarès

### Club

#### Competizioni nazionali
- Campionato tunisino: 4

Espérance: 2009-2010, 2010-2011, 2011-2012, 2013-2014
- Coppa di Tunisia: 1

Espérance: 2010-2011
- Championnat National: 1

Red Star: 2017-2018

#### Competizioni internazionali
- CAF Champions League: 1

Espérance: 2011